# Сакагавија патера
Сакагавија патера је пространа калдера (патера) на површини планете Венере. Налази се на координатама 64,3° северно и 24,6° западно (планетоцентрични координатни систем +Е 0-360). Налази се у западном делу континента Иштар тера, у централном делу изразито заравњене висоравни Лакшми планум.
Пречник калдере је око 233 км. Сакагавија патера је депресија дубине до 2 км, издужена у правцу северозапад-југоисток. У северозападном делу налази се ударни кратер Злата пречника до 6 км.
Калдера је име добила по америчкој Индијанки из племена Шошона Сакагавији (1786—1812) која је радила као преводилац током истраживачке мисије Луиса и Кларка 1804. године. Име калдере утврдила је Међународна астрономска унија 1982. године.